# Zygoneura subdivergens
Zygoneura subdivergens är en tvåvingeart som först beskrevs av Werner Mohrig och Boris Mamaev 1990.  Zygoneura subdivergens ingår i släktet Zygoneura och familjen sorgmyggor. Inga underarter finns listade i Catalogue of Life.